# 나다치정
나다치정(名立町)은 니가타현 남서 니시쿠비키군 동쪽 끝에 위치했던 정이다. 조에쓰시로의 통근율은 25.2%(2000년 인구조사). 2005년 1월 1일에 조에쓰시에 편입해 정역은 지역 자치구 「나다치구」가 되었다.

## 역사
- 1751년 - 지진으로 인한 산사태로 406명이 사망하였다.
- 1889년 4월 1일 - 정촌제 시행과 함께 니시쿠비키군 나다치정이 성립하였다.
- 1955년 11월 1일 - 나다치촌과 합병해 나다치정이 신설되었다.
- 2005년 1월 1일 - 조에쓰시에 편입되었다.

- 촌장 : 쓰카다 타카토시 (塚田隆敏) (1988년 12월 14일부터)

## 교통

### 일반국도
- 국도 8호선

### 고속도로
- 호쿠리쿠 자동차도

### 철도
- 동일본 여객철도
  - 호쿠리쿠 본선